# 火起請
火起請（ひぎしょう）とは、中世・近世の日本で行われた神判の一種で、火誓（かせい）、鉄火（てっか）、鉄火起請（てっかきしょう）とも称する。赤く焼けた鉄（鉄片・鉄棒）を手に受けさせ、歩いて神棚の上まで持ち運ぶなどの行為の成否をもって主張の当否を判断した。

## 概要
戦国時代から江戸時代初期にかけての境相論の際に行われることが殆どであり、相論の是非が定まらなかった場合に、神の判断を仰ぐ意図の元に行われた。
相論の対象となる集団からそれぞれ代表者を指名。代表者は精進潔斎をまずやる。次に立会いの役人らの前で掌に牛王宝印を広げ、その上に灼熱した鉄を乗せて、それを素手で持ち運び完遂の度合いによって所属集団の主張の当否が判断された。成功しなかった場合はその集団の敗北とされ、代表者は神を欺いた罰として引廻・斬首などになり、極端な場合には五体を引き裂かれ遺骸を埋めた塚を複数個設置してその線上を境界線とした例もあった。また、勝った代表者も火傷などによって不具になる場合も珍しくなかった。このため、勝っても負けても火起請を行った代表者あるいはその家族はその集団が責任をもって面倒を見るべきものとされた。
火起請の記録は会津地方や近江国など各地に見られ、また火起請の結果築かれたと伝えられる「鉄火塚」と呼ばれる塚が残っている地域も存在する。
火起請は自検断の一種として、江戸幕府の成立後は禁止され、遅くても元和年間には廃れた。ただし、それ以前に行われた火起請の結果については否定されず、村掟などの形で継続されたものが多い。
火起請が実際の紛争において話題に上った最後の例として確認できるのは、万治3年（1660年）武蔵国足立郡大和田村と中丸村間の馬草場相論においてである（「浅子家文書」）。
松永貞徳が慶安5年（1652年）に刊行した『なぐさみ草』では、比叡山で起きた盗難の犯人として火起請で有罪となり処刑された者が、後に別の盗人が犯行を自白して無実の判決が出た。火起請が行われなくなったことが記されている。

## 事例
- 『信長公記』に若き日の織田信長（年次についての記載はない）のこととして、被告の左介という人物が鉄片を取り損じ、本来なら有罪だが、左介は信長の乳兄弟であった池田恒興の被官であったため、恒興の勢威を笠に着て、左介をかばおうという不正が行われようとした時、鷹狩から偶然帰ってきた信長が物々しい状況を問い質し、不正と気づいたため、自分が火起請を取って成功すれば左介を成敗すると宣言し、焼いた手斧を掌に乗せ、三歩先の棚に乗せると左介を成敗した。主君自ら行うことで文句を言わせる隙を与えなかった内容となっている[5]。同時に神明裁判でも不正が行われていたことを示した内容といえる。
- 元和5年（1619年）、会津藩領である綱沢村（縄沢村とも）と松尾村の間で境界にある山（現在の福島県西会津町睦合字横沢甲付近）の帰属を巡って相論となり、小村であった綱沢村が藩に訴え出た。当主の蒲生忠郷が若年であるため、奉行の稲田貞右と町野幸和が代わりに仲裁にあたったが、両村ともこれを拒否して火起請での決着を望んだため、奉行は火起請の管理を藩が行う事と敗者の処断を条件として認めた。同年8月に火起請が実施されて綱沢村の青津二郎右衛門と松尾村の長谷川清左衛門が鉄火取りを行った結果、青津の勝利となった。敗れた長谷川はその場で絶命し、体を3つに斬られて決定された境目3か所に埋められて胴塚・首塚・足塚と称される「境塚」が築かれた。文化年間に完成した『新編会津風土記』には今日でも綱沢村の住民は青津家の農作業の際には火起請の時の約束を違えずに人を出して手伝う慣行があると記されている[6]。なお、綱沢村（縄沢村）と松尾村は昭和の大合併においてそれぞれの後身である睦合村と尾野本村の合併によって西会津町が発足したことで境界は消滅している。

## 関連作品
- タイムスクープハンター - 2012年6月5日放送の「仰天裁判!鉄火つかみ」の回に取り上げられた。
- 真田丸 (NHK大河ドラマ) - 2016年3月27日放送の第12回「人質」の作中に鉄火起請を行うシーンがある。